# 福栄村 (山形県)
福栄村（ふくえいむら）は山形県西田川郡にあった村。現在の鶴岡市南西部、温海川・庄内小国川・鼠ヶ関川の各上流域、国道345号沿線にあたる。

## 地理
- 山：湯の沢岳、三方倉山、摩耶山、薬師岳、大畑山
- 河川：温海川、庄内小国川、鼠ヶ関川

## 歴史
- 1889年（明治22年）4月1日 - 町村制の施行により、木野俣村、温海川村、菅野代村、越沢村、関川村及び小国村の区域をもって福栄村が発足。
- 1954年（昭和29年）12月21日 - 福栄村、温海町、念珠関村及び山戸村が合併し、改めて温海町が発足。同日、福栄村が廃止。